# Urera boliviensis
Urera boliviensis är en nässelväxtart som beskrevs av Theodor Carl Karl Julius Herzog. Urera boliviensis ingår i släktet Urera och familjen nässelväxter. Inga underarter finns listade i Catalogue of Life.